# Ситники (Черкасская область)
Ситники (укр. Ситники, ранее Сытники) — село в Корсунь-Шевченковском районе Черкасской области Украины.
Население по переписи 2001 года составляло 374 человека. Почтовый индекс — 19413. Телефонный код — 4735.

## Местный совет
19413, Черкасская обл., Корсунь-Шевченковский р-н, с. Моринцы

## История
В XIX веке село Ситники было в составе Корсунской волости Каневского уезда Киевской губернии. В селе была Богословская церковь.